# Almora
För andra betydelser, se Almora (olika betydelser).
Almora är en stad i den indiska delstaten Uttarakhand. Den är administrativ huvudort för ett distrikt med samma namn. Folkmängden i staden uppgick till 34 122 invånare vid folkräkningen 2011, med förorter 40 679 invånare.